# Damapana purpurea
Damapana purpurea là một loài thực vật có hoa trong họ Đậu. Loài này được (Hook.) Kuntze mô tả khoa học đầu tiên năm 1891.